# Coupe du monde de ski acrobatique 2012-2013
Navigation
Édition précédente Édition suivante
La saison de Coupe du monde de ski acrobatique 2012-2013 débute le 22 août 2012 par des épreuves organisées en Nouvelle-Zélande à Cardrona et se termine le 26 mars 2013 à Sierra Nevada (Espagne). Les épreuves masculines et féminines sont organisées par la Fédération internationale de ski.

## Format des compétitions
Les hommes et les femmes ont le même nombre d'épreuves : 5 en half-pipe, 5 en slopestyle, 8 en saut acrobatique, 13 en bosses et 15 en skicross.

## Classements
| Rang | Nom                 | Points |
| ---- | ------------------- | ------ |
| 1    | Mikaël Kingsbury    | 78     |
| 2    | Alexandre Bilodeau  | 74     |
| 3    | Alex Fiva           | 62     |
| 4    | Mike Riddle         | 60     |
| 5    | Jia Zongyang        | 59     |
| 6    | Patrick Deneen      | 56     |
| 7    | Torin Yater-Wallace | 56     |
| 8    | Armin Niederer      | 51     |
| 9    | David Morris        | 47     |
| 10   | Qi Guangpu          | 46     |

| Rang | Nom                     | Points |
| ---- | ----------------------- | ------ |
| 1    | Xu Mengtao              | 80     |
| 2    | Virginie Faivre         | 62     |
| 3    | Rosalind Groenewoud     | 61     |
| 4    | Hannah Kearney          | 61     |
| 5    | Fanny Smith             | 58     |
| 6    | Ayana Onozuka           | 55     |
| 7    | Justine Dufour-Lapointe | 53     |
| 8    | Heather McPhie          | 52     |
| 9    | Ophélie David           | 49     |
| 10   | Keri Herman             | 47     |

| Rang | Nom            | Points |
| ---- | -------------- | ------ |
| 1    | Jia Zongyang   | 414    |
| 2    | David Morris   | 332    |
| 3    | Qi Guangpu     | 321    |
| 4    | Dylan Ferguson | 277    |
| 5    | Travis Gerrits | 274    |

| Rang | Nom           | Points |
| ---- | ------------- | ------ |
| 1    | Xu Mengtao    | 560    |
| 2    | Emily Cook    | 303    |
| 3    | Lydia Lassila | 296    |
| 4    | Laura Peel    | 285    |
| 5    | Zhang Xin     | 270    |

| Rang | Nom                 | Points |
| ---- | ------------------- | ------ |
| 1    | Mikaël Kingsbury    | 940    |
| 2    | Alexandre Bilodeau  | 893    |
| 3    | Patrick Deneen      | 677    |
| 4    | Bradley Wilson      | 480    |
| 5    | Marc-Antoine Gagnon | 368    |

| Rang | Nom                     | Points |
| ---- | ----------------------- | ------ |
| 1    | Hannah Kearney          | 731    |
| 2    | Justine Dufour-Lapointe | 640    |
| 3    | Heather McPhie          | 627    |
| 4    | Eliza Outtrim           | 535    |
| 5    | Chloe Dufour-Lapointe   | 492    |

| Rang | Nom                 | Points |
| ---- | ------------------- | ------ |
| 1    | Mike Riddle         | 300    |
| 2    | Torin Yater-Wallace | 280    |
| 3    | David Wise          | 205    |
| 4    | Aaron Blunck        | 193    |
| 5    | Thomas Krief        | 175    |

| Rang | Nom                 | Points |
| ---- | ------------------- | ------ |
| 1    | Virginie Faivre     | 312    |
| 2    | Rosalind Groenewoud | 305    |
| 3    | Ayana Onozuka       | 276    |
| 4    | Maddie Bowman       | 224    |
| 5    | Mirjam Jaeger       | 200    |

| Rang | Nom                    | Points |
| ---- | ---------------------- | ------ |
| 1    | Alex Fiva              | 619    |
| 2    | Armin Niederer         | 514    |
| 3    | Victor Oehling Norberg | 414    |
| 4    | Jean-Frédéric Chapuis  | 343    |
| 5    | Brady Leman            | 339    |

| Rang | Nom                      | Points |
| ---- | ------------------------ | ------ |
| 1    | Fanny Smith              | 576    |
| 2    | Ophélie David            | 487    |
| 3    | Marielle Berger Sabbatel | 404    |
| 4    | Kelsey Serwa             | 401    |
| 5    | Katrin Mueller           | 344    |

| Rang | Nom                    | Points |
| ---- | ---------------------- | ------ |
| 1    | James Woods (skieur)   | 226    |
| 2    | Johan Berg             | 140    |
| 3    | Oscar Wester           | 130    |
| 4    | Alex Beaulieu-Marchand | 110    |
| 5    | Lyman Currier          | 100    |

| Rang | Nom                         | Points |
| ---- | --------------------------- | ------ |
| 1    | Keri Herman                 | 200    |
| 2    | Tiril Sjaastad Christiansen | 150    |
| 3    | Dara Howell                 | 140    |
| 4    | Anna Segal                  | 120    |
| 5    | Alexi Micinski              | 116    |

## Calendrier et podiums
Épreuves
| - Bosses en parallèle : DM - Sauts : AE - Half-pipe : HP | - Bosses : MO - Skicross : SX - Slopestyle : SS |

### Hommes
| Date             | Lieu                 | Épreuve | Vainqueur              | Second                 | Troisième                |
| ---------------- | -------------------- | ------- | ---------------------- | ---------------------- | ------------------------ |
| 22 août 2012     | Cardrona             | HP      | Torin Yater-Wallace    | Thomas Krief           | Benoit Valentin          |
| 7 septembre 2012 | Ushuaia              | SS      | James Woods            | Henrik Harlaut         | Jonas Hunziker           |
| 8 décembre 2012  | Nakiska              | SX      | Armin Niederer         | Alex Fiva              | Anton Grimus             |
| 13 décembre 2012 | Telluride            | SX      | Filip Flisar           | Brady Leman            | Armin Niederer           |
| 15 décembre 2012 | Ruka                 | DM      | Mikaël Kingsbury       | Alexandre Bilodeau     | Jeremy Cota              |
| 19 décembre 2012 | Val Thorens          | SX      | Armin Niederer         | Brady Leman            | Joe Swensson             |
| 22 décembre 2012 | Kreischberg          | DM      | Bryon Wilson           | Alexandre Bilodeau     | Mikael Kingsbury         |
| 23 décembre 2012 | Innichen/San Candido | SX      | Alex Fiva              | Daniel Bohnacker       | Victor Oehling Norberg   |
| 5 janvier 2013   | Changchun            | AE      | Jia Zongyang           | Qi Guangpu             | Olivier Rochon           |
| 11 janvier 2013  | Copper Mountain      | HP      | Mike Riddle            | Aaron Blunck           | David Wise               |
| 12 janvier 2013  | Copper Mountain      | SS      | James Wood             | Russell Henshaw        | Alex Beaulieu-Marchand   |
| 12 janvier 2013  | Les Contamines       | SX      | Alex Fiva              | Filip Flisar           | Tomas Kraus              |
| 12 janvier 2013  | Val Saint-Côme       | AE      | Dmitri Dashinski       | Travis Gerrits         | Zhou Hang                |
| 16 janvier 2013  | Megève               | SX      | John Teller            | Jouni Pellinen         | Armin Niederer           |
| 17 janvier 2013  | Lake Placid          | MO      | Mikaël Kingsbury       | Patrick Deneen         | Dylan Walczyk            |
| 18 janvier 2013  | Lake Placid          | AE      | Jia Zongyang           | Qi Guangpu             | David Morris             |
| 19 janvier 2013  | Lake Placid          | AE      | Jia Zongyang           | Dmitri Dashinski       | Petr Medulich            |
| 26 janvier 2013  | Calgary              | MO      | Mikaël Kingsbury       | Alexandr Smyshlyaev    | Sho Endo                 |
| 31 janvier 2013  | Deer Valley          | MO      | Mikaël Kingsbury       | Alex Bilodeau          | Patrick Deneen           |
| 1er février 2013 | Deer Valley          | AE      | Maxim Gustik           | Travis Gerrits         | Michael Rossi            |
| 2 février 2013   | Deer Valley          | DM      | Alexandre Bilodeau     | Patrick Deneen         | Bryon Wilson             |
| 2 février 2013   | Park City            | HP      | David Wise             | Torin Yater-Wallace    | Kevin Rolland            |
| 3 février 2013   | Grasgehren           | SX      | Tomas Kraus            | Tristan Tafel          | Victor Oehling Norberg   |
| 8 février 2013   | Silvaplana           | SS      | Johan Berg             | Klaus Finne            | Fabian Boesch            |
| 15 février 2013  | Sotchi               | MO      | Mikaël Kingsbury       | Patrick Deneen         | Philippe Marquis         |
| 16 février 2013  | Sotchi               | HP      | Torin Yater-Wallace    | Gus Kenworthy          | Mike Riddle              |
| 17 février 2013  | Sotchi               | AE      | Qi Guangpu             | Liu Zhongqing          | Denis Osipau             |
| 19 février 2013  | Sotchi               | SX      | Victor Oehling Norberg | Christopher Delbosco   | Andreas Schauer          |
| 23 février 2013  | Bukovel              | AE      | David Morris           | Dylan Ferguson         | Maxim Gustik             |
| 23 février 2013  | Inawashiro           | MO      | Mikaël Kingsbury       | Bradley Wilson         | Alexandre Bilodeau       |
| 24 février 2013  | Inawashiro           | DM      | Bradley Wilson         | Alexandre Bilodeau     | Joseph Discoe            |
| 15 mars 2013     | Aare                 | MO      | Alexandre Bilodeau     | Patrick Deneen         | Mikael Kingsbury         |
| 16 mars 2013     | Aare                 | SX      | Alex Fiva              | Victor Oehling Norberg | Jean-Frédéric Chapuis    |
| 16 mars 2013     | Aare                 | DM      | Alexandre Bilodeau     | Mikaël Kingsbury       | Bradley Wilson           |
| 17 mars 2013     | Aare                 | SX      | Jean-Frédéric Chapuis  | Armin Niederer         | Sylvain Miaillier        |
| 22 mars 2013     | Sierra Nevada        | DM      | Alexandre Bilodeau     | Patrick Deneen         | Simon Pouliot-Cavanagh   |
| 23 mars 2013     | Sierra Nevada        | SS      | Lyman Currier          | Oscar Wester           | Felix Stridsberg-Usterud |
| 25 mars 2013     | Sierra Nevada        | HP      | Mike Riddle            | Antti-Jussi Kemppainen | Noah Bowman              |

### Femmes
| Date             | Lieu                 | Épreuve | Vainqueur                   | Second                   | Troisième                |
| ---------------- | -------------------- | ------- | --------------------------- | ------------------------ | ------------------------ |
| 22 août 2012     | Cardrona             | HP      | Devin Logan                 | Manami Mitsuboshi        | Ayana Onozuka            |
| 7 septembre 2012 | Ushuaia              | SS      | Keri Herman                 | Eveline Bhend            | Dara Howell              |
| 8 décembre 2012  | Nakiska              | SX      | Fanny Smith                 | Ophélie David            | Anna Holmlund            |
| 13 décembre 2012 | Telluride            | SX      | Fanny Smith                 | Ophélie David            | Anna Holmlund            |
| 15 décembre 2012 | Ruka                 | DM      | Heather McPhie              | Justine Dufour-Lapointe  | Aiko Uemura              |
| 19 décembre 2012 | Val Thorens          | SX      | Fanny Smith                 | Marte Hoeie Gjefsen      | Andrea Limbacher         |
| 22 décembre 2012 | Kreischberg          | DM      | Heather McPhie              | Heidi Kloser             | Justine Dufour-Lapointe  |
| 23 décembre 2012 | Innichen/San Candido | SX      | Kelsey Serwa                | Georgia Simmerling       | Katrin Mueller           |
| 5 janvier 2013   | Changchun            | AE      | Xu Mengtao                  | Lydia Lassila            | Li Nina                  |
| 11 janvier 2013  | Copper Mountain      | HP      | Maddie Bowman               | Rosalind Groenewoud      | Brita Sigourney          |
| 12 janvier 2013  | Copper Mountain      | SS      | Keri Herman                 | Dara Howell              | Anna Segal               |
| 12 janvier 2013  | Les Contamines       | SX      | Andrea Limbacher            | Anna Holmlund            | Fanny Smith              |
| 12 janvier 2013  | Val Saint-Côme       | AE      | Xu Mengtao                  | Lydia Lassila            | Yang Yu                  |
| 16 janvier 2013  | Megève               | SX      | Anna Woerner                | Kelsey Serwa             | Ophélie David            |
| 17 janvier 2013  | Lake Placid          | MO      | Hannah Kearney              | Nikola Sudova            | Britteny Cox             |
| 18 janvier 2013  | Lake Placid          | AE      | Xu Mengtao                  | Yang Yu                  | Emily Cook               |
| 19 janvier 2013  | Lake Placid          | AE      | Yang Yu                     | Lydia Lassila            | Xu Mengtao               |
| 26 janvier 2013  | Calgary              | MO      | Justine Dufour-Lapointe     | Chloe Dufour-Lapointe    | Eliza Outtrim            |
| 31 janvier 2013  | Deer Valley          | MO      | Hannah Kearney              | Heather McPhie           | Eliza Outtrim            |
| 1er février 2013 | Deer Valley          | AE      | Xu Mengtao                  | Laura Peel               | Zhang Xin                |
| 2 février 2013   | Deer Valley          | DM      | Hannah Kearney              | Justine Dufour-Lapointe  | Yulia Galysheva          |
| 2 février 2013   | Park City            | HP      | Maddie Bowman               | Ayana Onozuka            | Virginie Faivre          |
| 3 février 2013   | Grasgehren           | SX      | Ophélie David               | Christina Manhard        | Marielle Berger Sabbatel |
| 8 février 2013   | Silvaplana           | SS      | Tiril Sjaastad Christiansen | Katie Summerhayes        | Anna Segal               |
| 15 février 2013  | Sotchi               | MO      | Hannah Kearney              | Eliza Outtrim            | Aiko Uemura              |
| 16 février 2013  | Sotchi               | HP      | Virginie Faivre             | Rosalind Groenewoud      | Keltie Hansen            |
| 17 février 2013  | Sotchi               | AE      | Xu Mengtao                  | Laura Peel               | Tanja Schaerer           |
| 19 février 2013  | Sotchi               | SX      | Kelsey Serwa                | Marielle Thompson        | Fanny Smith              |
| 23 février 2013  | Bukovel              | AE      | Emily Cook                  | Nadiya Didenko           | Tanja Schaerer           |
| 23 février 2013  | Inawashiro           | MO      | Audrey Robichaud            | Nikola Sudova            | Chloe Dufour-Lapointe    |
| 24 février 2013  | Inawashiro           | DM      | Miki Ito                    | Mikaela Matthews         | Hannah Kearney           |
| 15 mars 2013     | Aare                 | MO      | Heather McPhie              | Eliza Outtrim            | Yulia Galysheva          |
| 16 mars 2013     | Aare                 | SX      | Anna Woerner                | Marielle Berger Sabbatel | Karolina Riemen          |
| 16 mars 2013     | Aare                 | DM      | Hannah Kearney              | Yulia Galysheva          | Chloe Dufour-Lapointe    |
| 17 mars 2013     | Aare                 | SX      | Fanny Smith                 | Marielle Thompson        | Katrin Mueller           |
| 22 mars 2013     | Sierra Nevada        | DM      | Hannah Kearney              | Miki Ito                 | Heather McPhie           |
| 23 mars 2013     | Sierra Nevada        | SS      | Alexi Micinski              | Julia Marino             | Ana Willcox-Silfverberg  |
| 25 mars 2013     | Sierra Nevada        | HP      | Rosalind Groenewoud         | Virginie Faivre          | Ayana Onozuka            |